# 温州府城隍庙

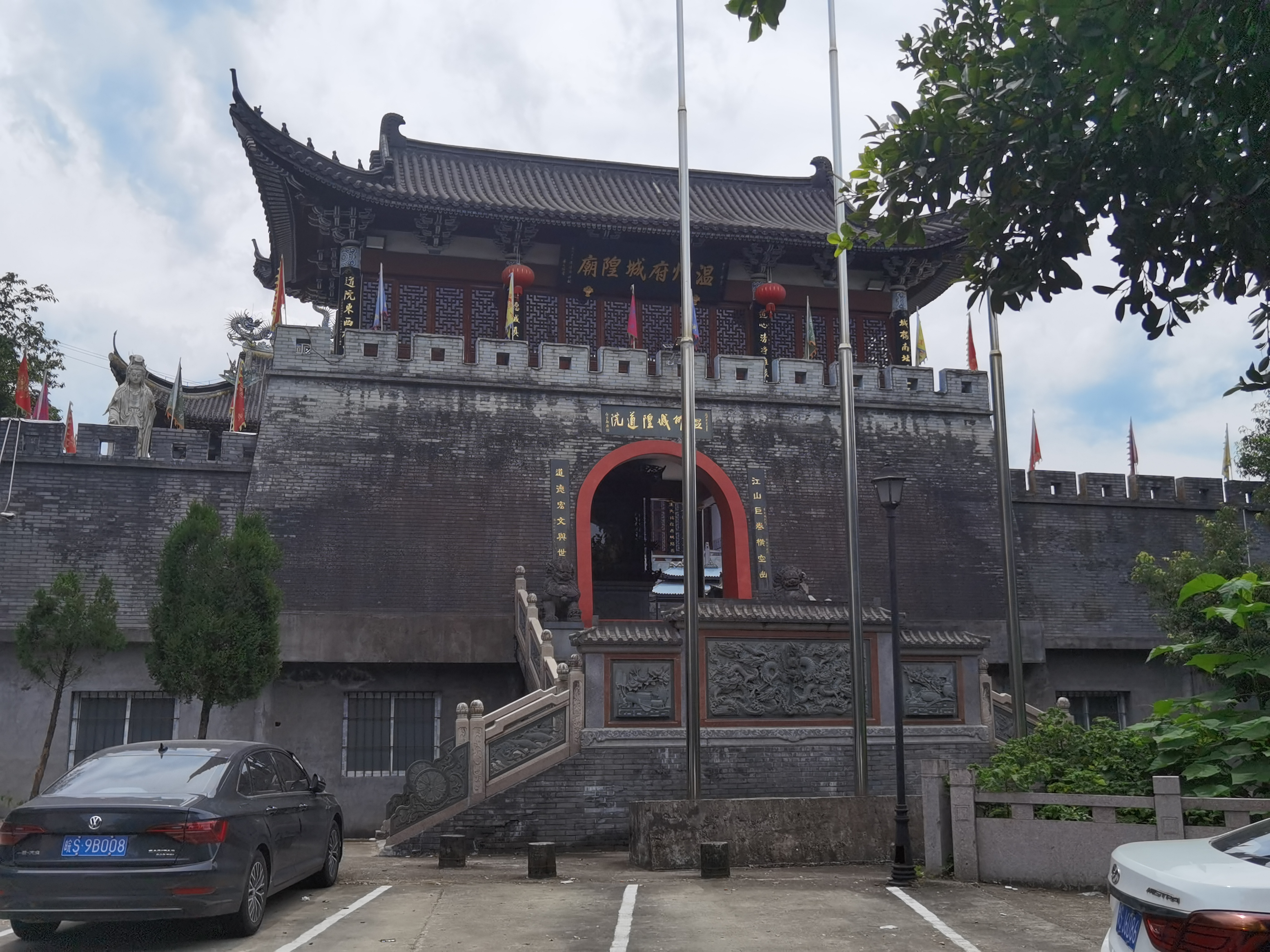
温州府城隍庙

温州府城隍庙，又称温州城隍道院，位于浙江省温州市鹿城区太平岭，祭奠的城隍是周苛，现在的城隍庙是2009年异地重建。

## 历史
温州城隍信仰的出现最早可以追溯到唐代，宋元时期香火较盛。
温州府城城隍庙最早在城内的西公廨及架阁库，但是明洪武三年（1370年）三月二十日各地“依各府公廨起盖”，温州城隍庙因为地基狭小，迁址附近的扬名坊（今广场路西段及飞鹏巷和城西街一带）。清咸丰三年（公元1853年）城隍庙正殿失火被毁，在温州知府戴槃首倡下，温州属下知县捐款35万钱，他个人出资10万，重修了城隍庙。在历史上，温州城隍庙每年春季的清明、秋季的七月十五、冬季的十月初一都要举行盛大的城隍出巡活动，官员也必须到城隍庙就职祭祀。温州城隍庙大门左右分别有“掣电”“追风”的黑白马，据说是城隍的坐骑。仪门后的庭院设有精美的戏台，用于“演神戏”以酬谢神仙。大殿中祭祀城隍神，一般认为城隍神是周苛，清代葵愚道人在《寄蜗残赘》也有满洲人方伯“死为城隍”的故事，又有说广东人林载幸因为在温州做官十年成为城隍，甚至有说城隍有任期、离任后城隍塑像会有新城隍附体。城隍也有自己的属官，大厅两侧就有如人间的六部，六部长官分列其中，左又供奉五福神，右又供奉孙思邈，副殿供奉六十甲子神。
温州府城城隍庙原本在广场路，毗邻永嘉县城隍庙，但在1949年以后改建为温州戏院。
民国以后城隍庙成为个人私产，保持清代的规模和风格，民国二十五年（1936年）改建为民众俱乐部和民众商场，民国三十五年（1946年）毁于火灾。戏台和前殿原址修建广场路及温州大戏院，后花园修建了扬名坊的扬名老人公寓，原温州曲艺场在其太岁殿的旧址上重建的。1982年，平阳东岳观出家的陈逢春道长将城隍庙香炉带回家中保存，1993年又将自己经商所得加上各方协助在黄龙商贸城附近购买土地修建了温州城隍道院。1993年城隍道院因修建温州瓯江三桥拆除，太平岭南首的黄龙山被选为重建城隍庙的福地。2003年陈逢春道长开始重建城隍道院，2009年12月16日落成开光。